# Sarcophaga vanriebeecki
Sarcophaga vanriebeecki är en tvåvingeart som beskrevs av Zumpt 1953. Sarcophaga vanriebeecki ingår i släktet Sarcophaga och familjen köttflugor. Inga underarter finns listade i Catalogue of Life.